# Trizogeniates travassosi
Trizogeniates travassosi is een keversoort uit de familie bladsprietkevers (Scarabaeidae). De wetenschappelijke naam van de soort werd voor het eerst geldig gepubliceerd in 1965 door Martínez.